# فنسنت برودريك
فنسنت برودريك (بالإنجليزية: Vincent Broderick)‏ هو عازف فلوت ‏ أيرلندي، ولد في 1920 في Carrowmore ‏ في جمهورية أيرلندا، وتوفي في 7 أغسطس 2008 في دبلن في جمهورية أيرلندا.

## وصلات خارجية
- فنسنت برودريك على موقع ميوزك برينز (الإنجليزية)
- فنسنت برودريك على موقع ديسكوغز (الإنجليزية)